# Tate County
Das Tate County ist ein County im US-amerikanischen Bundesstaat Mississippi. Im Jahr 2020 hatte das County 28.064 Einwohner und eine Bevölkerungsdichte von 26,8 Einwohnern pro Quadratkilometer. Der Verwaltungssitz (County Seat) ist Senatobia, das nach einem indianischen Begriff benannt wurde. Das County gehört zu den Dry Countys, was bedeutet, dass der Verkauf von Alkohol eingeschränkt oder verboten ist.
Das Tate County ist Bestandteil der Metropolregion Memphis.

## Geografie
Das County liegt fast im äußersten Nordwesten von Mississippi und hat eine Fläche von 1064 Quadratkilometern, wovon 17 Quadratkilometer Wasserfläche sind. An das Tate County grenzen folgende Nachbarcountys:
|               | DeSoto County |                  |
| Tunica County |               | Marshall County  |
|               | Panola County | Lafayette County |

## Geschichte
Das Tate County wurde am 15. April 1873 aus Teilen des DeSoto-, Marshall- und Tunica County gebildet. Benannt wurde es nach Thomas Simpson Tate, einem der ersten weißen Siedler in der Region.
Zehn Bauwerke und Stätten des Countys sind im National Register of Historic Places eingetragen (Stand 3. Februar 2018).

## Demografische Daten
Nach der Volkszählung im Jahr 2010 lebten im Tate County 28.886 Menschen in 9950 Haushalten. Die Bevölkerungsdichte betrug 27,6 Einwohner pro Quadratkilometer. In den 9950 Haushalten lebten statistisch je 2,67 Personen.
Ethnisch betrachtet setzte sich die Bevölkerung zusammen aus 67,7 Prozent Weißen, 30,6 Prozent Afroamerikanern, 0,3 Prozent amerikanischen Ureinwohnern, 0,3 Prozent Asiaten sowie aus anderen ethnischen Gruppen; 1,1 Prozent stammten von zwei oder mehr Ethnien ab. Unabhängig von der ethnischen Zugehörigkeit waren 2,4 Prozent der Bevölkerung spanischer oder lateinamerikanischer Abstammung.
25,6 Prozent der Bevölkerung waren unter 18 Jahre alt, 61,3 Prozent waren zwischen 18 und 64 und 13,1 Prozent waren 65 Jahre oder älter. 52,1 Prozent der Bevölkerung war weiblich.

Das jährliche Durchschnittseinkommen eines Haushalts lag bei 41.102 USD. Das Pro-Kopf-Einkommen betrug 18.318 USD. 17,5 Prozent der Einwohner lebten unterhalb der Armutsgrenze.

## Ortschaften im Tate County
| City - Senatobia | Town - Coldwater |

Unincorporated Communities
| - Arkabutla - Barr - Bowman - Crockett - Independence | - Looxahoma - New Town - Poagville - Sarah - Savage | - Strayhorn - Thyatira - Tyro - Wakefield |

## Gliederung
Das Tate County ist in fünf durchnummerierte Distrikte eingeteilt:
| Distrikt | Einwohner (2010) | FIPS     |
| -------- | ---------------- | -------- |
| 1        | 7213             | 28-90621 |
| 2        | 6565             | 28-91359 |
| 3        | 4819             | 28-92097 |
| 4        | 5206             | 28-92835 |
| 5        | 5083             | 28-93573 |